# Плаковицький замок
Плаковицький замок (пол. Zamek w Płakowicach, нім. Schloss Plagwitz) — одна з найбільших ренесансних оборонних споруд в Сілезії, розташована у колишньому селі Плаковиці, що у наш час є місцевістю у місті Львувек-Шльонський Нижньосілезького воєводства в Польщі.

## Історія
Перші оборонні укріплення на місці нинішнього палацу існували вже у 1480 році. Будівництво більшого замку розпочав у 1550 році Румпольд Талькенберг, який замовив проєкт у італійського архітектора Франциска Парри. Будівництво головної споруди тривало до 1558 року, а загалом праці було завершено до 1563 року. Під час будівництва було споруджено трикрильну споруду з невеликим подвір’ям із клуатрами. Це була найбільша оборонна споруда в Сілезії у XVI столітті. На межі XV—XVI століть Плаковиці стали власністю родини фон Шаффґоч, внаслідок шлюбу останньої представниці родини фон Талькенберг — Магдалени з Каспаром фон Шаффґочем. У XVIII—XIX століттях замок двічі перебудовували. У XVIII столітті його власником був Отто фон Хохберг. Під час наполеонівських воєн замок було пошкоджено. Французи пограбували та знищували бібліотеку та цінні колекції живопису.
Останнім приватним власником замку був Август Людвіг фон Ностіц-Рінек, від якого замок, у 1824 році, викупив легницький округ для облаштування там психіатричного шпиталю. Під час перебудови з інтер’єрів було усунуто багато прикрас, камінів, картушів та порталів. Шпиталь діяв тут до 1945 року. Під час Другої світової війни німці здійснювали у сусідньому павільйоні евтаназію хворих, а тіла спалювали в крематорії.
Після 1945 року в замку розміщувалася військова частина. У 1954—1956 роках замок ще перебував у досить хорошому стані. У 1952—1959 роках тут знаходився величезний дитячий будинок. У 1966—1974 роках будівля перейшла до батальйону військ територіальної оборони. Донині про їх присутність нагадують написи на стінах внутрішнього двору. У 1967 році замок було частково відновлено. Після того як його залишили військові, замок почав занепадати. З 1992 року він належить Християнському центру «Елім» баптистської церкви, який займається його ремонтом.

## Архітектура
Будівля складається з трьох двоповерхових крил, що оточують внутрішнє подвір'я клуатрами. Їхні аркади опираються на іонічні колони. По кутах знаходяться сходи. З четвертої сторони подвір'я замикає куртиновий мур. На подвір'я веде в'їзна брама з порталом, перед якою знаходиться кам’яний міст, перекинутий через оборонний рів. У лівому куті порталу розміщений медальйон із зображенням Рампольда фон Талькенберга. Також збереглися ренесансні прикраси фасадів.

## Світлини

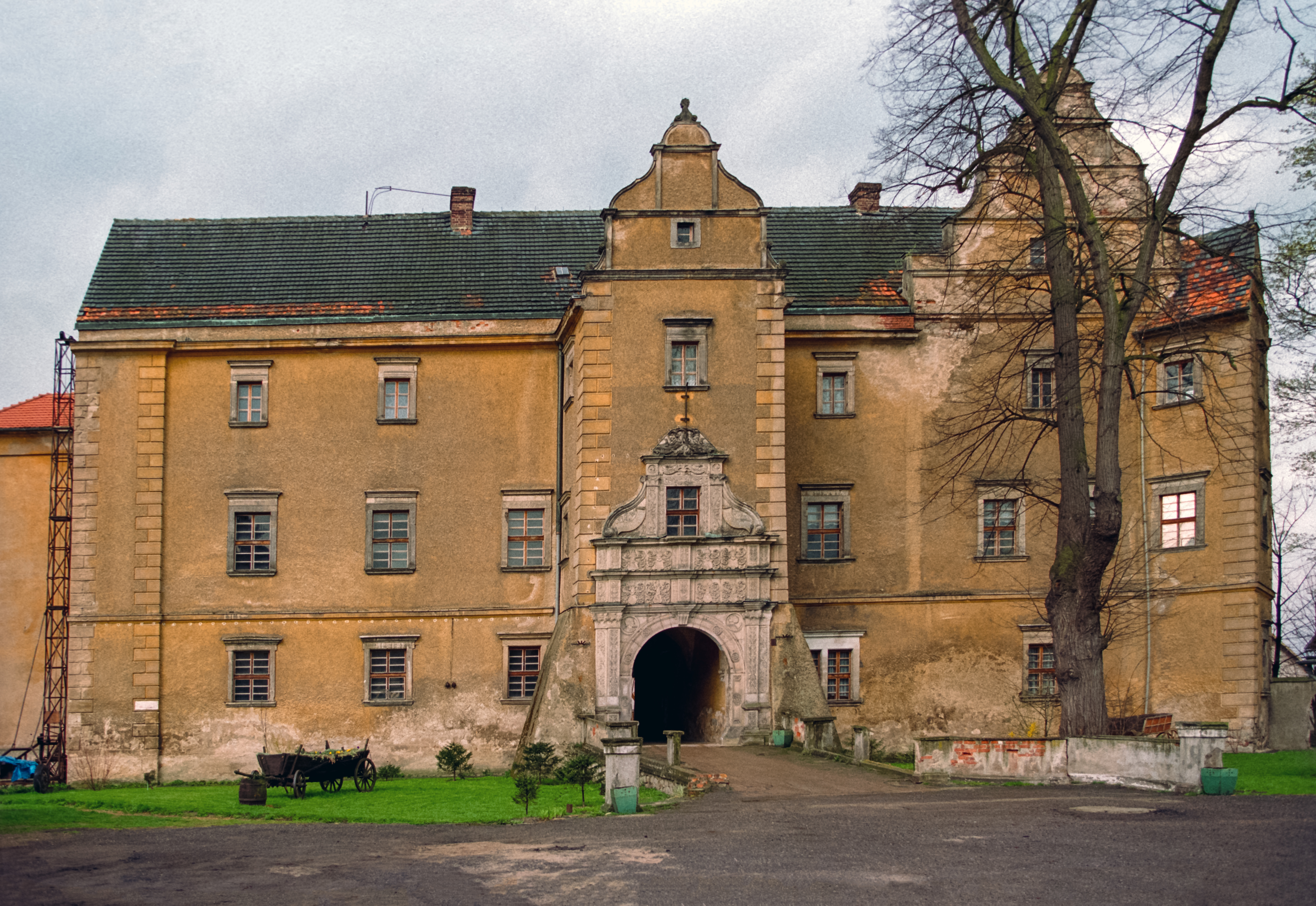
Передній фасад замку
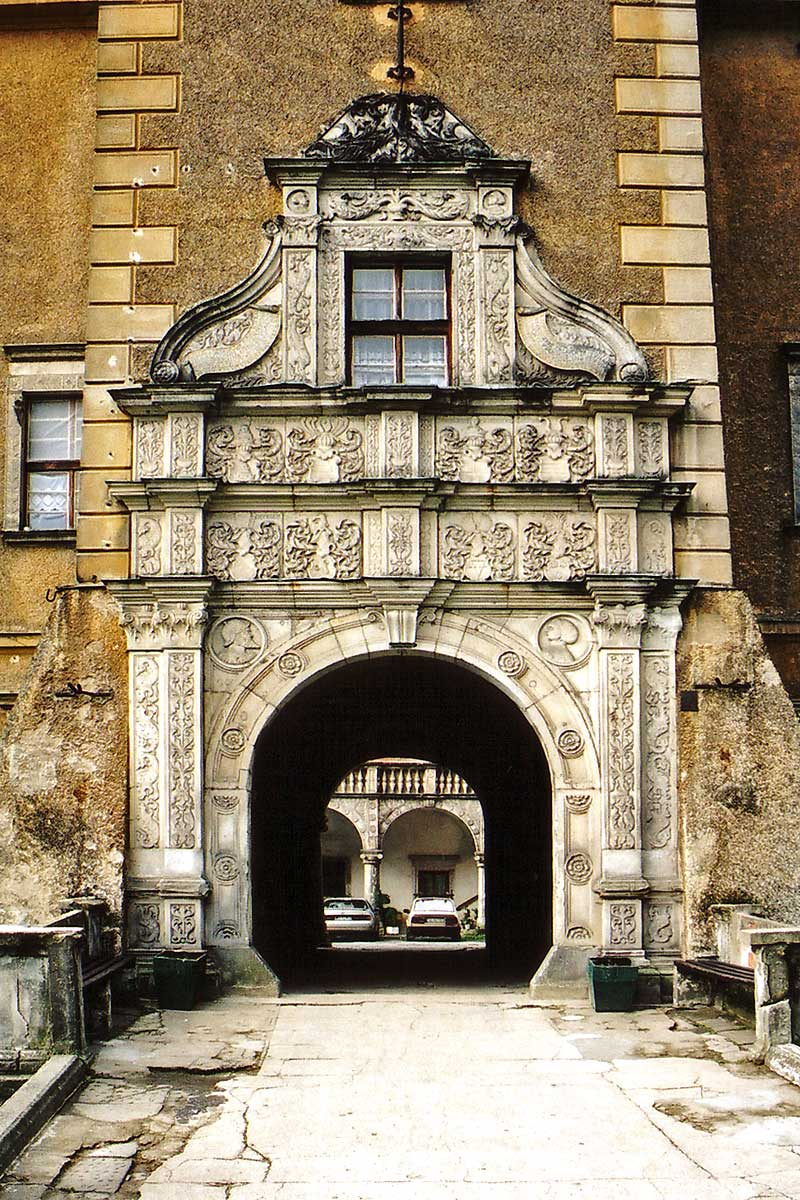
В'їзний портал
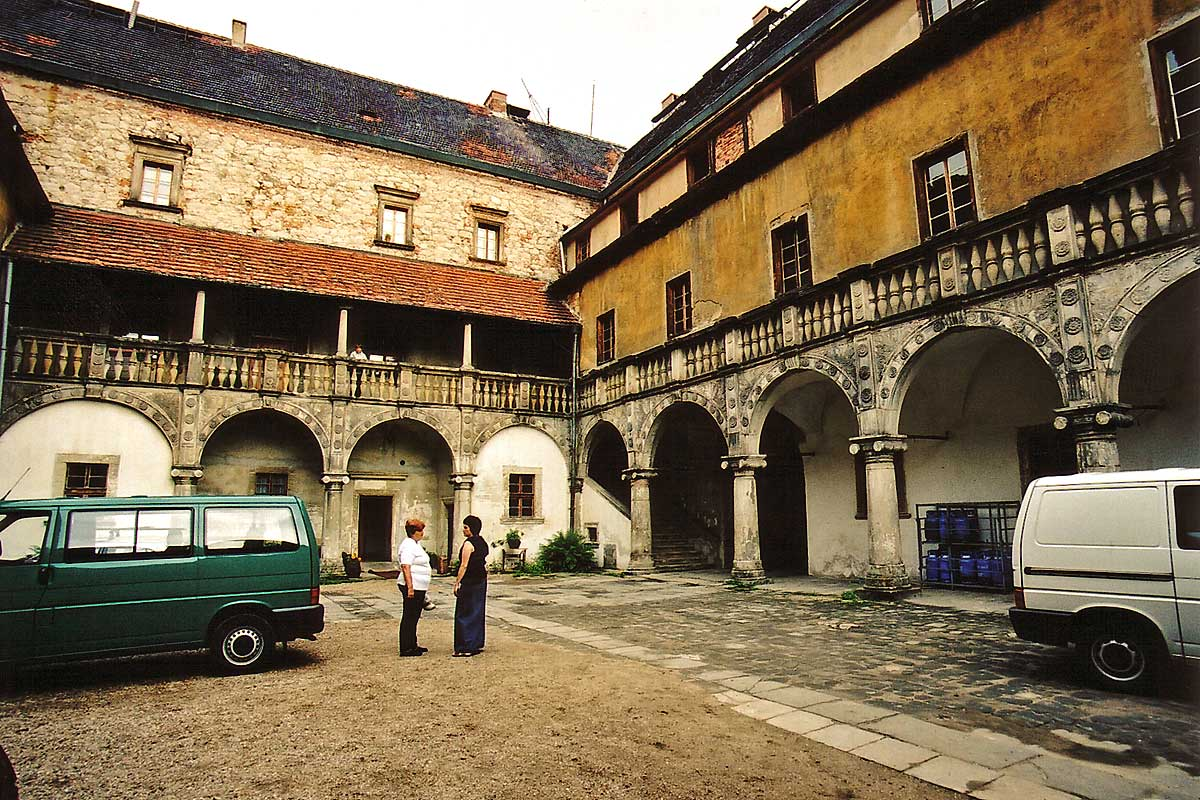
Портал замку